# Buon Natale (Enzo Iacchetti)
Buon Natale è il primo singolo estratto dall'album Acqua di Natale di Enzo Iacchetti.

## Descrizione
Cantato con altri noti artisti, tra cui Mina, Enrico Ruggeri, Claudio Baglioni, Lucio Dalla, e Roberto Vecchioni per sostenere un progetto per la costruzione di una diga in Kenya. 
Il testo della canzone appartiene alla tradizione delle canzoni natalizie per bambini.

## Tracce
- Buon Natale - 3:39 - (Enzo Iacchetti)